# Хаїль (провінція)
Хаїль (араб. حائل) — провінція в Саудівській Аравії. Розташована на півночі країни. Площа провінції — 125 тис. км², населення — 527 тис. осіб (2004). Столиця — місто Хаїль.